# Größnitz
Größnitz is een plaats en voormalige gemeente in de Duitse deelstaat Saksen-Anhalt, en maakt deel uit van de Landkreis Burgenlandkreis.
Größnitz telt 156 inwoners. Sinds 1 juli 2009 maakt Größnitz deel uit van de gemeente Balgstädt. Het dorp ligt op 206 meter hoogte en ligt in een ca. 600 hectare groot wijngebied (Saale Unstrut)]. Größnitz is omringd door het Natuurpark Saale Unstrut Triasland van ca. 103.737 ha.

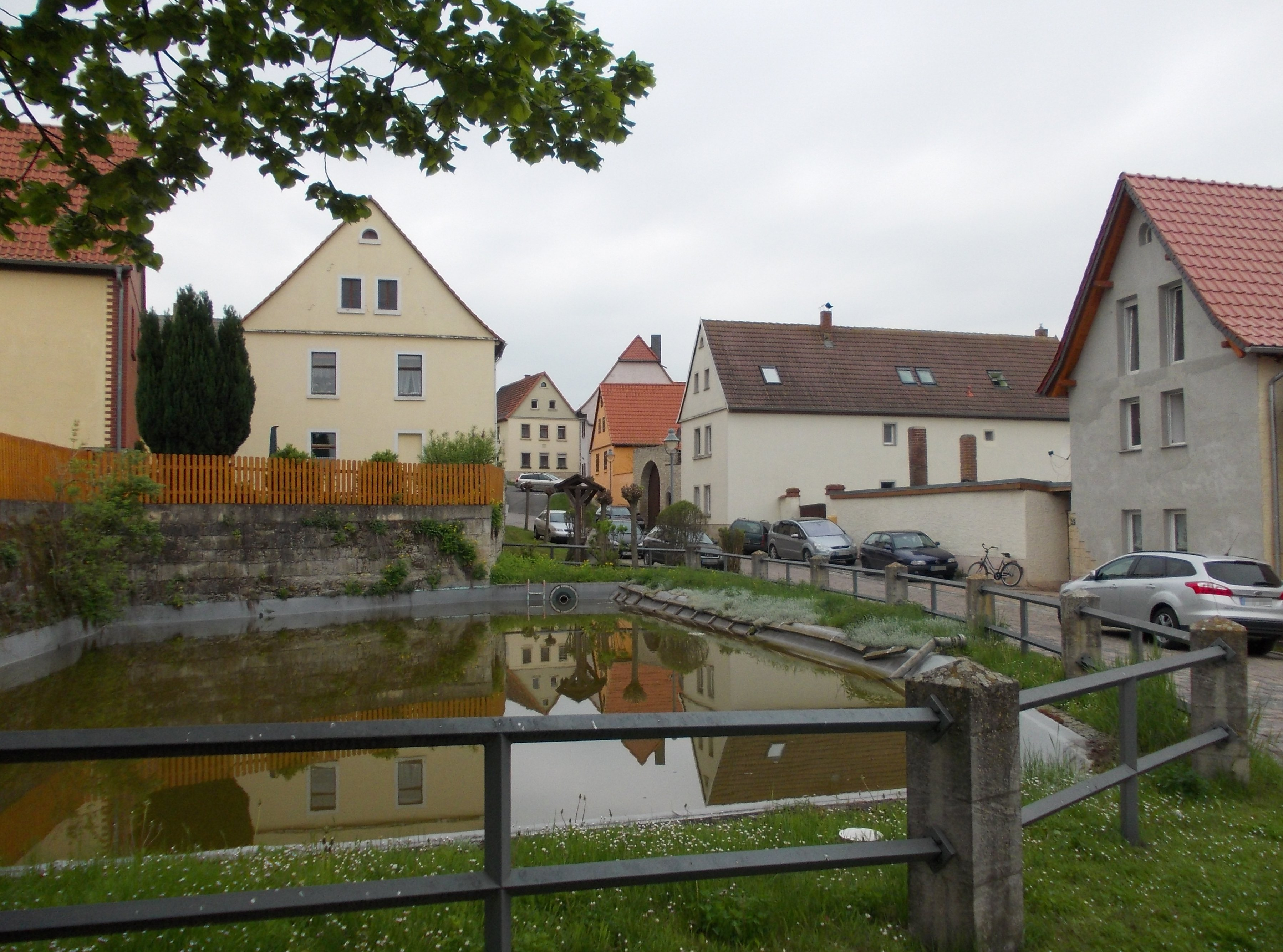